# Mieczysław Luty
Mieczysław Luty (ur. 22 grudnia 1905 w Stoczku Łukowskim, zm. 8 maja 1980) – polski dziennikarz, urzędnik państwowy i samorządowy, burmistrz Stoczka Łukowskiego (1944–1948), wiceprezydent Lublina (1948–1951). 

## Życiorys
Po ukończeniu Państwowego Gimnazjum im. Tadeusza Kościuszki w Łukowie wyjechał do Wilna, gdzie założył i redagował czasopismo "Lirnik" zajmujące się sztuką ludową. Później przez krótki okres pracował na budowie, po czym wyjechał do Warszawy, gdzie uzyskał zatrudnienie jako korespondent prasy polonijnej "Głos Popularny" i "Ameryka-Echo". Przez krótki okres kształcił się w Seminarium Duchownym w Janowie Podlaskim, z którego zrezygnował, by w 1928 podjąć pracę w Zarządzie Miejskim Stoczka Łukowskiego, w którym w latach 30. kierował Wydziałem Finansowym. W związku pracą w samorządzie kształcił się w Studium Administracji Komunalnej Wolnej Wszechnicy Polskiej w Warszawie (1929–1930). W latach 30. angażował się również w liczne inicjatywy społeczno-kulturalne, m.in. kółka rolnicze, był również członkiem Związku Młodzieży Wiejskiej "Wici". Podczas II wojny światowej zajmował się handlem. Po wyzwoleniu Lubelszczyzny w 1944 objął obowiązki burmistrza Stoczka Lubelskiego, którym pozostał do 1948. W tym samym roku z rekomendacji SD (był członkiem od 1945 i organizatorem struktur partyjnych w Stoczku) został wiceprezydentem Lublina, w po likwidacji samorządu w 1950 wiceprzewodniczącym Prezydium Miejskiej Rady Narodowej (do 1951). Od 1948 do 1970 nieprzerwanie zasiadał we władzach regionalnych SD. 
Odznaczony Krzyżem Kawalerskim Orderu Odrodzenia Polski i Złotym Krzyżem Zasługi. 